# Utøya
Utøya er en norsk ø i Tyrifjorden, Viken.
Øen har nogle få huse, teltplads, en kiosk, et amfiteater, en volleyball-bane og et ganske lille færgeleje hvor færgen MS Thorbjørn til fastlandet lægger til.
Med bus kan man nå til øen fra Oslo på omkring 50 minutter.
Øen ejes af det norske arbejderpartis ungdomsorganisation Arbeidernes Ungdomsfylking (AUF). Organisationen fik øen i jubilæumsgave den 28. august 1950 af Oslo og Akershus faglige Samorganisasjon
Et mindesmærke - "Lysning" er opstillet på Utøya; Den er et minde om dem som døde under Massakren på Utøya (i 2011).

## Historie
I gamle dage lå der en husmandsplads med nogle få køer på øen, som havde skiftende velstående ejere. I 1893 blev Utøya opkøbt af den senere statsminister Jens Kristian Meinich Bratlie, der benyttede øen som sommersted i fyrre år. Han var Høyre-mand, men solgte i 1933 alligevel ejendommen til LO, som lod børn af arbejdsløse tilbringe somrene dér. Årligt fik tres piger og tres drenge plads i Utøyas feriekoloni. Den senere kafébygning blev opført for at huse børnene. I 1950 fik AUF Utøya forærende som en jubilæumsgave fra LO, og samtidig stillede statsminister Einar Gerhardsen sig i spidsen for en stor indsamling til drift af ejendommen. Entusiasmen omkring Utøya var den gang enorm. Mange unge slog telt op og tilbragte sommerferien på øen. Der stod egne portaler ved hver af fylkeslejrene. Her var politiske aktiviteter, dans og idræt. I løbet af 1960'erne stilnede interessen dog af, og Utøya holdt lukket i et par år. Men i 1970'erne vågnede entusiasmen igen, og i slutningen af 1980'erne fik man masselejrene med henved tusinde deltagere fra hele landet. 
Øens fremtid er pr i dag (2012) uvis. I Buskerud er støttegruppen delt i synet på, om der fortsat skal afholdes en lejr på Utøya. Flere har taget stærkt til orde for, at øen skal være et mindested.

## Skudmassakre i 2011
På øen bliver der årligt afholdt en sommerlejr for AUF. I 2011 blev sommerlejren afholdt på øen fra onsdag den 20. juli til søndag den 24. juli.
Under arrangementet, den 22. juli 2011, begyndte en mand forklædt som en politibetjent at skyde på deltagerne med et håndvåben. 69 personer blev dræbt: 67 af skud, én ved drukning, og den sidste ved fald. Gerningsmanden, den 32-årige nordmand Anders Behring Breivik, havde detoneret en bilbombe i Oslos centrum samme dag kl 15:25.